# Charles Boiceau
Charles Boiceau (* 14. Juli 1841 in New York; † 22. September 1907 in Lausanne; heimatberechtigt in Apples) war ein Schweizer Rechtsanwalt und Politiker (LPS).

## Biografie
Boiceau war von 1871 bis 1874 Mitglied des Lausanner Stadtparlaments. 1874 war er Mitglied des Grossen Rats des Kantons Waadt. Noch im selben Jahr wurde er in den Waadtländer Staatsrat gewählt, dem er bis 1885 angehörte. Er führte das Erziehungs- und Kirchendepartement. Anschliessend sass er von 1886 bis 1905 wieder im Stadtparlament von Lausanne und von 1885 bis 1907 im Grossen Rat.
Von 1878 bis 1881 und von 1893 bis 1899 war er Mitglied des Nationalrats.
Ab 1861 war er Mitglied des Corps Hansea Bonn und in Lausanne Mitglied der Société d’Étudiants de Belles-Lettres.